# Standing on the Shoulder of Giants
Standing on the Shoulder of Giants — четвертий альбом британського гурту Oasis. Альбом вийшов 28 лютого і став № 1 в Англії. Альбом був розпроданий тиражем близько 800.000 копій і в цей час є гіршим альбомом Oasis з продажу.
Багатьма критиками і фанами цей альбом визнається гіршою роботою Oasis через те, що звучання альбому дуже відрізняється від звучання попередніх. Можливо це пов'язано з тим, що в процесі запису альбом покинули два незмінні учасники гурту Бовнхед і Гігзі.
Назва альбому була запозичена з вислову Ісаака Ньютона.
На обкладинці — фотографія Нью-Йорка. Її особливість в тому, що пейзаж Нью-Йорка як би поділений на дві частини: зліва вранішнє місто, яке перетікає в нічне ближче до правої частини.Для того, щоб створити ефект переходу неба з ночі в день, фотограф Andrew 
MacPherson зробив 18 фотографій за один день.І після обробки на комп'ютері вийшов такий ефект. На даху одного з хмарочосів п'ять чоловік грають у футбол. Спочатку, передбачалося, що це будуть учасники гурту, але в процесі підготовки обкладинки з гурту пішли Боунхед і Гігзі, а нових учасників ще не прийняли, тому були сфотографовані інші люди. Їх же можна побачити поблизу на обкладинці синглу «Go Let it Out».
Також на обкладинці використаний новий логотип гурту, намальований новим гітаристом гурту Гемом Арчером.Цей новий логотип гурту намалював Гем для того, щоб наклеїти на свою гітару. Але цей логотип сподобався Ноелю, і він запропонував помістити його на обкладинку нового альбому гурту.

## Учасники запису
- Вільям «Лаям» Галлахер — Вокал
- Ноел Галлахер — Гітара, Вокал, Бек-Вокал, Бас-Гітара
- Алан Вайт — Ударні

## Список пісень
- Всі пісні, крім № 5, написані Ноелем Галлахером.

1. «Fuckin' in the Bushes» — 3:18
2. «Go Let It Out» — 4:38
3. «Who Feels Love?» — 5:44
4. «Put Yer Money Where Yer Mouth Is» — 4:27
5. «Little James» (написана Лиамом Галлахером) — 4:15
6. «Gas Panic!» — 6:08
7. «Where Did It All Go Wrong» — 4:26
8. «Sunday Morning Call» — 5:12
9. «I Can See a Liar» — 3:12
10. «Roll It Over» — 6:31